# Liste der Monuments historiques in Jeumont
Die Liste der Monuments historiques in Jeumont führt die Monuments historiques in der französischen Gemeinde Jeumont auf.

## Liste der Bauwerke
| Bezeichnung         | Beschreibung                        | Standort                                   | Kennzeichnung | Schutzstatus | Datum | Bild |
| ------------------- | ----------------------------------- | ------------------------------------------ | ------------- | ------------ | ----- | ---- |
| Ruine des Schlosses | Hochmittelalter und 16. Jahrhundert | Rue du Château Rue de la Résistance (Lage) | PA59000007    | Inscrit      | 1997  |      |